# Hippeastrum parodii
Hippeastrum parodii är en amaryllisväxtart som beskrevs av Armando Theodoro Hunziker och A.A.Cocucci. Hippeastrum parodii ingår i släktet amaryllisar, och familjen amaryllisväxter. Inga underarter finns listade i Catalogue of Life.